# Région géographique immédiate de Uberaba
La Région Géographique Immédiate de Uberaba est l'une des 70 régions géographiques immédiates de l'État du Minas Gerais, et composée de la Région Géographique Intermédiaire de Uberaba, créée par l'IBGE en 2017.
Elle est composée de 10 municipalités, d'une superficie totale de 14 281,6 km2, et d'une population estimée pour 2021 à 458 608 habitants.

## Municipalités
- Água Comprida
- Campo Florido
- Conceição das Alagoas
- Conquista
- Delta
- Nova Ponte
- Sacramento
- Santa Juliana
- Uberaba
- Veríssimo.